# ميخائيل كاميلي
ميخائيل كاميلي (بالإنجليزية: Michael Camille)‏ هو مؤرخ الفن بريطاني، ولد في 6 مارس 1958 في كيثلي ‏ في المملكة المتحدة، وتوفي في 29 أبريل 2002 في شيكاغو في الولايات المتحدة.

## وصلات خارجية
- الموقع الرسمي